# 伊藤伝之輔
伊藤 伝之輔（いとう でんのすけ、生没年不詳）は、日本の武士、尊皇攘夷派の志士である。諱は忠信。名は傳之輔とも。

## 経歴
長門国萩城下松本（山口県萩市）に中間の子として生まれる。安政5年（1858年）6月頃、松下村塾にて吉田松陰に師事した。同年7月、杉山松助・伊藤利輔（博文）・山県小輔（有朋）らと上国の状況偵察の藩命を帯びて上京。在京中の9月、尊王攘夷派の公家大原重徳の西下策のために上京した野村和作（靖）に協力するも発覚、12月幽囚を命ぜられ、次いで翌年1月には岩倉獄に投獄される。万延元年（1860年）閏3月に出獄、再び上京して国事に奔走。文久2年（1862年）4月の寺田屋騒動の際には、薩摩藩の尊王派志士有馬新七らを助けようとするも失敗する。元治元年（1864年）7月の「奇兵隊血盟書」には、赤禰武人・山県狂輔（有朋）・時山直八らとともに名を連ね、花押・血判が残る。奇兵隊では輜重方・海陸運送方など兵站に関わり、戊辰戦争では北越官軍で参謀を務め、米沢攻略に加わるが、その後の事歴不明。

## 備考
- 伝之輔が岩倉獄に投獄されたことを知った師 松陰は、野山獄から安政6年2月2日付で書状を書き送っている。「聞く、足下獄に赴くと、驚くべし、賀すべし。其の驚くは、啻（ただ）に俗情を以てするに非ず。其の賀するは、故（ことさ）らに異説を爲すに非ず。足下京に在りて力を王事に致す。足下一跌して百事瓦解せり、吾れ安（いずく）んぞ驚かざるを得んや。然れども國に道なくして富み且つ貴きは、恥なり。今天下甚だしくは道ありと爲さず、則ち岸獄縲絏（るいせつ）、吾れ安んぞ賀せざるを得んや。但だ足下鋭を蓄へ志を養ひ、一蹉跌を以て自ら挫折することなかれ、賀々驚々、亦何ぞ道（い）ふに足らんや。近來政府頗る勤王の儀を倡（とな）へ、志士仁人交々之れに下に和す。時機方（まさ）に迫り、人心中（うち）に變ず。吾れ先に獄に繋がるるや、同志八人、一日連坐せり。已にして足下及び和作の事あり。吾れここに於て嘗て衆に大言して曰く、「長門の勤王は唯だ一義卿のみ、義卿の罪ここを以て最も重し」と。而して衆亦以て難ずるなし。今足下亦獄に赴く、則ち吾れ安んぞ一義卿と曰ふを得んや。且つ吾が二人獄に赴く、同志益々奮ひ、鋭意事を謀り、上なる者は勳を策し功を勒し、下なる者は首を刎ねられ腰を斬らるる、累々として相踵（あいつ）がんこと、皆未だ知るべからず。則ち今後、人復た吾が二人を説かざるなり。然りと雖も吾が二人縲絏岸獄に初志を變ずることなく、隱然として同志の膽を強め、政府をして賴りて以て策を決することを得しむ。後の者ありと雖も安んぞ吾が二人を外にするを得んや。春寒漸く薄らぎ、和氣日に旺んなり、餐を加へて書を讀み、以て岸獄を樂めよ。餘は未だ既（つく）さず。」[1]

- 元治元年10月、第一次長州征討が迫る中、椋梨藤太の率いる保守派（俗論派）が藩政庁で台頭したことを受けて高杉晋作が福岡へ逃れる際、徳地に駐屯する山県狂介・野村靖を訪ねるが、その帰路を伝之輔が警護している[2]。

## 関連作品
小説
- 大佛次郎『天皇の世紀』
- 童門冬二『高杉晋作』